# Edgaras Dubickas
Edgaras Dubickas (Marijampolė, 9 de julio de 1998) es un futbolista lituano. Juega de delantero y su equipo es el Pisa S. C. de la Serie A italiana. Es internacional absoluto por la selección de Lituania desde 2021.

## Trayectoria
Dubickas comenzó su carrera en las inferiores del Sūduva Marijampolė para luego seguir su carrera como adulto en el fútbol italiano, en Crotone y luego fichó en el Lecce, donde debutó en la Serie A el 25 de noviembre ante el Cagliari.

## Selección nacional
Fue internacional en categorías inferiores por Lituania.
Debutó con la selección de Lituania el 8 de junio de 2021 en la derrota por 4-0 ante España en un amistoso.

## Clubes
| Club                          | País     | Año           |
| ----------------------------- | -------- | ------------- |
| F. K. Sūduva Marijampolė      | Lituania | 2015-2018     |
| U. S. Lecce (cedido)          | Italia   | 2017-2018     |
| U. S. Lecce                   | Italia   | 2018-2021     |
| Sicula Leonzio (cedido)       | Italia   | 2019          |
| A. S. Gubbio 1910 (cedido)    | Italia   | 2020          |
| A. S. Livorno Calcio (cedido) | Italia   | 2021          |
| Piacenza Calcio               | Italia   | 2021-2022     |
| Pordenone Calcio              | Italia   | 2022-2023     |
| Pisa S. C.                    | Italia   | 2022-presente |
| Pordenone Calcio (cedido)     | Italia   | 2023          |
| Catania F. C. (cedido)        | Italia   | 2023-2024     |
| Feralpisalò (cedido)          | Italia   | 2024-2025     |
| S. S. Juve Stabia (cedido)    | Italia   | 2025          |

## Palmarés

### Títulos nacionales
| Título            | Club        | País   | Año     |
| ----------------- | ----------- | ------ | ------- |
| Serie C (Grupo C) | U. S. Lecce | Italia | 2017-18 |